# Nemanjić

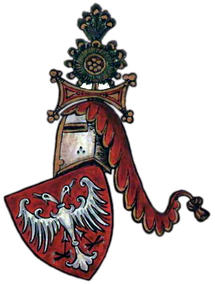
Het wapen van Nemanjić

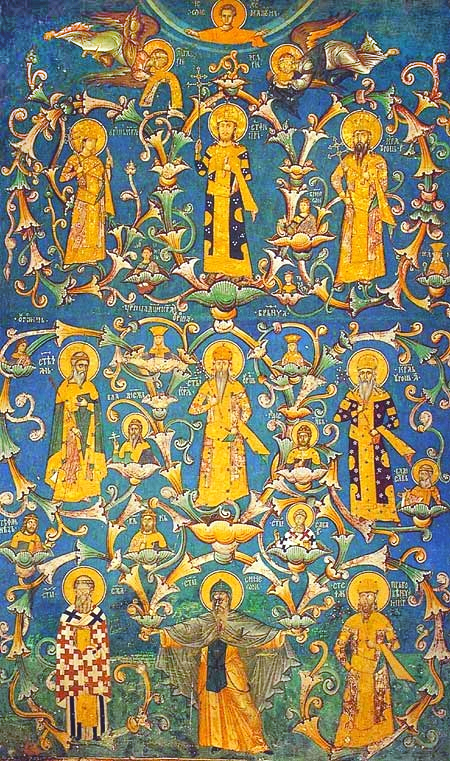
Het Huis Nemanjić, fresco in het Visoki Dečani-klooster

Het Huis Nemanjić (Servisch: Немањић) was een middeleeuwse dynastie die van 1167 tot 1371 over Servië heerste. De stichter van de dynastie is Stefan Nemanja, een afstammeling uit een jongere tak van het Huis Vojislavljević. 
Aanvankelijk zwenkte de dynastie nog tussen de katholieke en de orthodoxe Kerk, maar met Sava van Servië koos Servië uiteindelijk definitief voor Constantinopel.
Stefan Uroš II Milutin voerde het Byzantijnse hofceremonieel in. Onder Stefan Uroš IV Dušan werd het middeleeuwse Servië de dominante macht op de Balkan. Zijn wetboek, de Zakonik uit 1349, is gebaseerd op Griekse beginselen.
De Nemanjić-dynastie had een grote invloed op de Servische kunst- en architectuurgeschiedenis. Talrijke mausolea, kerken en kloosters werden in Byzantijnse, Byzantijns-romaanse stijl gebouwd onder hun heerschappij.
In 1371 ging de Servische heerschappij over op Lazar Hrebeljanović, de stichter van de Lazarevićdynastie.

## Stamboom van het Huis Nemanjić
```
Stefan Nemanja
 (1113-1199)
 
Grootžupan van Raška en de Kustlanden
 (
1167-1196
)
 x 
Anna van Bosnië

 |
 +-- Vukan (1172)
 |   |
 |   +-- Dmitar
 |       |
 |       +-- Vratislav
 |           |
 |           +-- Vratko
 |               |
 |               +-- ...
 |                   |
 |                   +-- Milica
 |                    
 |
 +-- 
Stefan Nemanjić
 (1176-1227)
 |    
Grootžupan van Raška en de Kustlanden
 (
1196-1217
)
 |    
Koning van Servië
 (
1217-1227
)
 |    x 
Eudokia
                                   
 |    | dochter van  
Alexius III
 van Byzantium
 |    |
 |    +-- 
Stefan Radoslav
 (1192-1234)
 |       
Koning van Servië
 (
1227-1234
)
 |    |
 |    x Anna Dandolo
 |    |
 |    +-- 
Stefan Vladislav

 |    |     
Koning van Servië
 (
1234-1243
)
 |    |     |
 |    |     +-- Stefan
 |    |     +-- Desa
 |    |
 |    +-- Predislav
 |    |
 |    +-- 
Stefan Uroš I
 1220-1277
 |         
Koning van Servië
 (
1243-1276
)
 |         x 
Helena van Anjou

 |         |
 |         +-- 
Stefan Dragutin
 (1252-1316)
 |         |    
Koning van Servië
 (
1276-1282
)
 |         |    x Katarina van Anjou
 |         |    |
 |         |    +-- Stefan Vladislav (1270)
 |         |    +-- Jelena (1272)
 |         |   
 |         +-- 
Stefan Uroš II Milutin
 (1253-1321)
 |         |    
Koning van Servië
 (
1282-1321
)
 |         |    x Helena Angelina
 |         |    x Elisabeth van Hongarije
 |         |    x Simonida Palaiologina, dochter van 
Andronicus II van Byzantium

 |         |    x Anna van Bulgarije
 |         |    |
 |         |    +-- 
Stefan Uroš III Dečanski

 |         |         
Koning van Servië
 (
1321-1331
)
 |         |         x Theodora
 |         |         |
 |         |         +-- 
Stefan Uroš IV Dušan

 |         |         |    
Koning van Servië
 (
1331-1346
)
 |         |         |    
Tsaar van Servië en Griekenland
 (
1346-1355
)
 |         |         |    |
 |         |         |    +-- 
Stefan Uroš V

 |         |         |    
Tsaar van Servië en Griekenland
 (
1355-1371
)
 |         |         |
 |         |         +-- Dusica
 |         |         +-- Simeon Uroš
 |         |     
 |         +-- Brnca 
 |         +-- Stefan
 |
 +-- Rastko (
Heilige Sava
) (1169)
 +-- Efimija (1166)
```